# Irmãos Carvalho
Marcos Carvalho (Rio de Janeiro, 1993) e Eduardo Carvalho (Rio de Janeiro, 1993), conhecidos por Irmãos Carvalho, são gêmeos, roteiristas e diretores de cinema e TV do Morro do Salgueiro. Eles realizaram os curtas-metragens “Boa noite, Charles” (2015), “Chico” (2016) e “Eu, minha mãe e Wallace” (2018), com exibição no Festival de Rotterdam, indicação ao Grande Prêmio do Cinema Brasileiro e prêmios como Melhor Direção, Melhor Filme pelo Júri Popular e Melhor Filme pelo Júri Zózimo Bulbul no Festival de Brasília do Cinema Brasileiro, Prêmio Canal Brasil de Melhor Curta e Prêmio Margarida de Prata. Na TV Globo, desenvolveram a Malhação "Eu Só Quero Ser Feliz”, que estava em fase de pré-produção quando a faixa de horário saiu do ar. Em 2024, iniciaram trabalho num projeto de longa-metragem.

## Biografia
Os irmãos Marcos e Eduardo cresceram no Morro do Salgueiro, localizado na Tijuca, e, desde sempre, sonharam em fazer cinema. Desde o 7 anos, quando escreveram o primeiro roteiro, assinam suas criações em dupla. Através do ProUni, se formaram pela PUC-Rio em Cinema.
Na faculdade, desenvolveram dois projetos que os colocaram no circuito de festivais e iniciaram suas carreiras: o stopmotion "Boa noite, Charles" (2015), que foi produzido por quatro anos, e o filme "Chico" (2016). 
Em 2017, depois da faculdade, tiveram o argumento de longa-metragem "Dois Contra o Mundo" comprado pela TV Globo depois de ter sido desenvolvido na primeira edição do Lanani - Laboratório de Narrativas Negras e Indígenas da Flup. À época, por questões financeiras, desistiram do cinema e trabalharam com filmagens de casamentos, futebol amador e aniversários.
Mas, em 2018, voltaram ao cinema e lançaram o curta "Eu, minha mãe e Wallace". O trabalho foi bem recebido e premiado. Nessa época, foram convidados para uma oficina ministrada por Rosane Svartman para formação de novos autores na TV Globo. Ali, os irmãos criaram a "Malhação Eu Só Quero É Ser Feliz". Os dois foram contratados pela TV Globo, o projeto foi selecionado, aprovado e entrou em fase de pré-produção, mas, devido a mudanças na grade, a faixa saiu do ar.

## Filmografia

### Boa noite, Charles (2015)

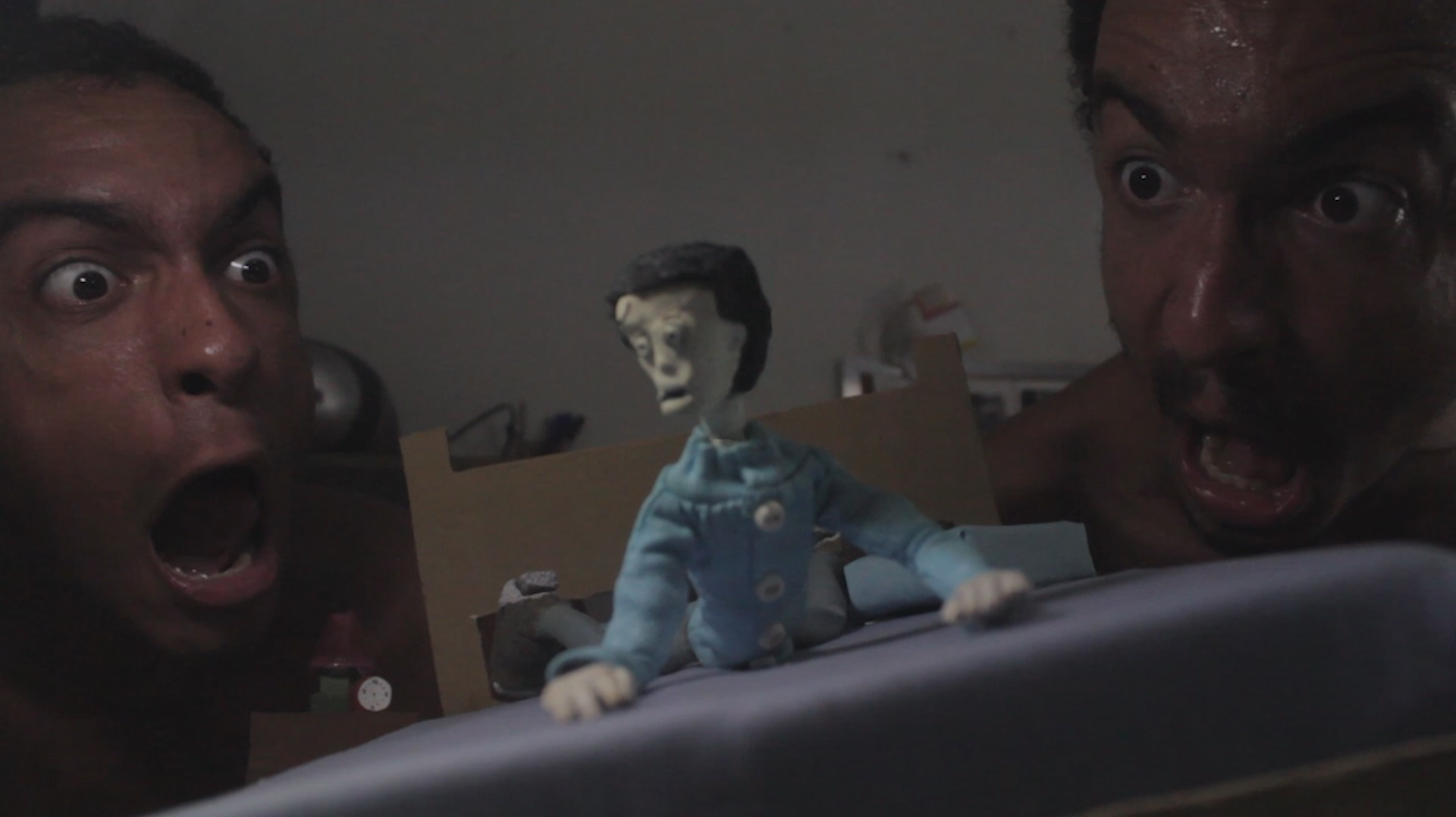
Eduardo e Marcos Carvalho em "Boa noite, Charles".

O curta-metragem "Boa noite, Charles", produzido entre 2011 e 2015, reúne técnicas de stopmotion, pixilation, e live-action e conta a história de três personagens: Charles, Marcos (Marcos Carvalho) e Eduardo (Eduardo Carvalho). Charles é um boneco de um filme de animação em stopmotion que, quando apaga as luzes para dormir, vê seu medo de escuro transformar seu quarto em um filme de terror. Os bastidores da própria animação revelam Marcos e Eduardo, dois diretores principiantes, que veem a relação de amor com o filme se transformar quando as filmagens saem do controle.
O roteiro original do filme era somente sobre Charles e seu medo de escuro. Mas os desafios de produção levaram à adaptação do projeto, com a inserção de imagens de making of e outras encenadas pelos próprios diretores para a criação de uma nova narrativa. Jogando com os limites entre ficção e documental e tornando os processos de roteiro, filmagem e montagem parte da história, o curta conta a história do amadurecimento dos dois diretores na feitura do próprio filme.
O filme foi vencedor do prêmio de Melhor Montagem no 40º Festival Guarnicê de Cinema.

### Chico (2016)

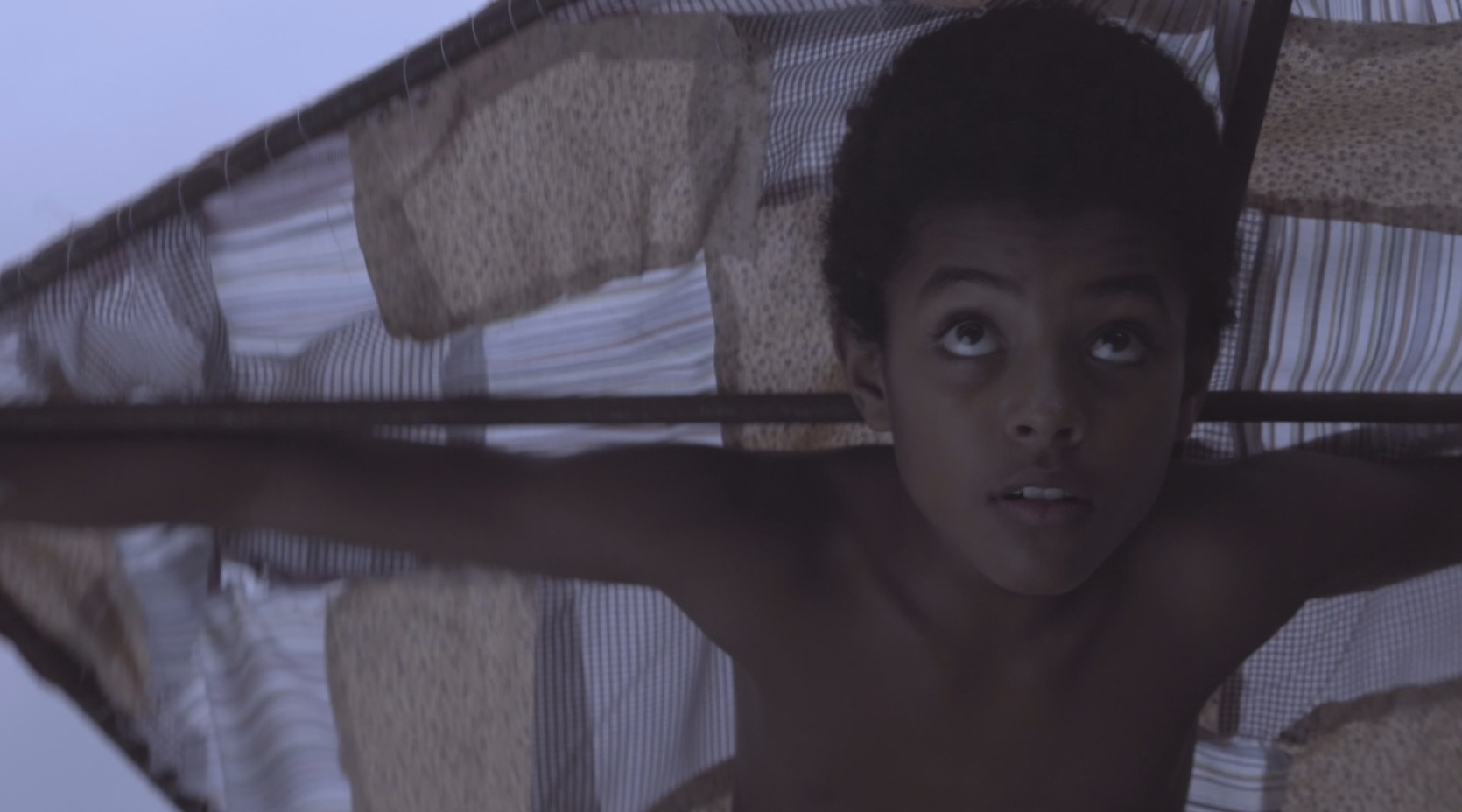
Fabricio Assis em "Chico".

O filme se passa no futuro distópico de 2029. Crianças pobres e negras são marcadas em seu nascimento com uma tornozeleira e têm suas vidas rastreadas por pressupor-se que elas irão, cedo ou tarde, cometer delitos. Chico (Fabricio Assis) é mais uma dessas crianças. No aniversário dele, a captura desses jovens é autorizada. O clima de festa dá espaço a uma separação entre Chico, sua mãe Nazaré (Jeckie Brown) e sua vó Benedita (Lucia Talabi). "Chico" teve produção, argumento e direção dos Irmãos Carvalho e roteiro de Tiago Coelho.
O filme afrofuturista marcou a estreia dos diretores em festivais, com a exibição no Visões Periféricas, e encerrou circuito nos principais festivais de cinema do país.

### Eu, minha mãe e Wallace (2018)

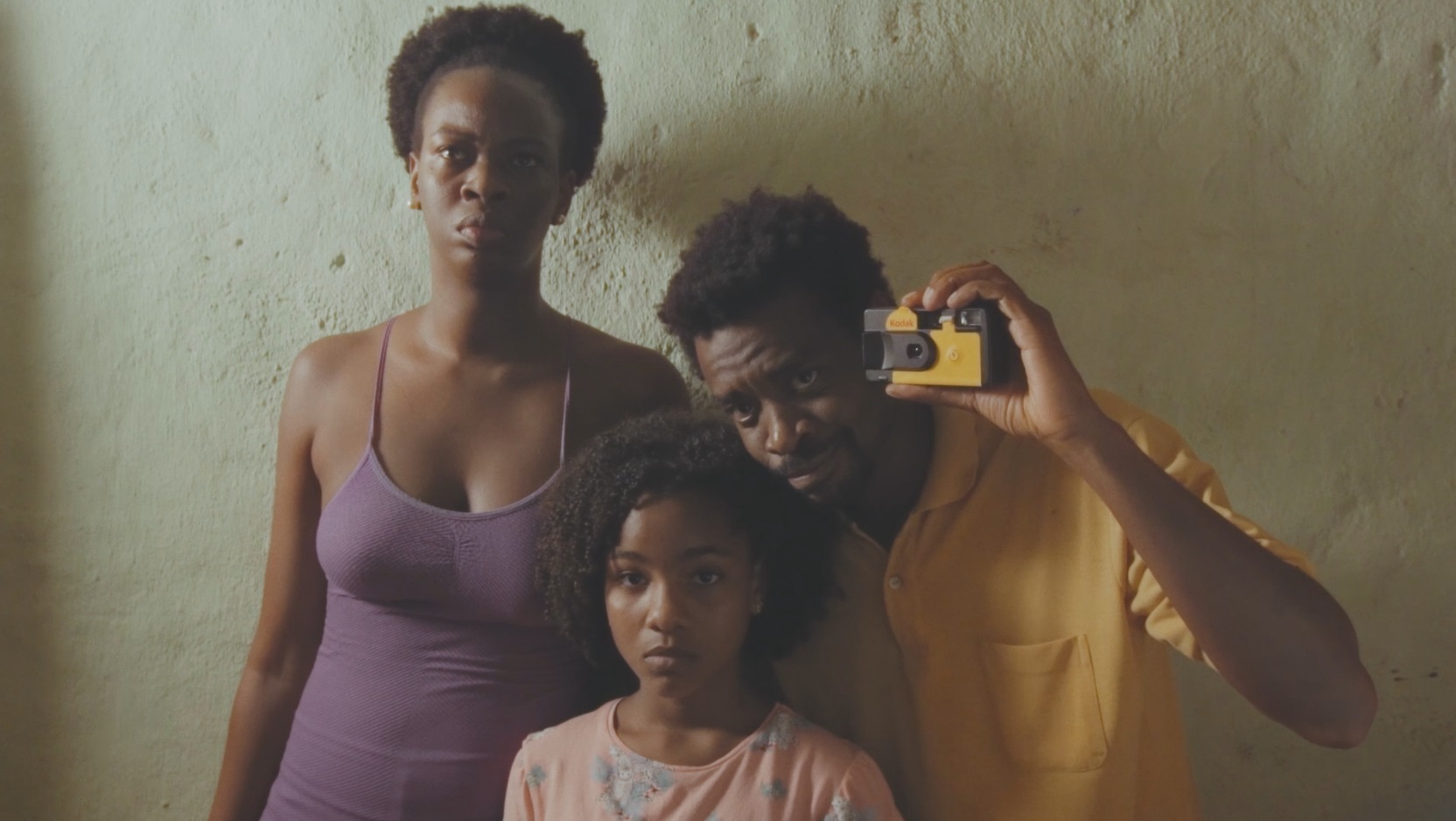
Noemia Oliveira, Sophia Rocha e Fabricio Boliveira em "Eu, minha mãe e Wallace".

O filme conta a história de Wallace (Fabricio Boliveira), que retorna ao Salgueiro e vai ao encontro de Vanessa (Noemia Oliveira) pra conhecer Gabrielle (Sophia Rocha), sua filha de 10 anos. O que ele omite de todos, inclusive do amigo Bruno (Robson Santos), é que seu objetivo é fazer uma foto em família e fugir do Rio de Janeiro.
"Eu, minha mãe e Wallace" foi produzido pela Heco Produções, escrito e dirigido pelos Irmãos Carvalho e fotografado por Safira Moreira. O filme, inspirado em fatos da infância dos diretores, foi filmado no Salgueiro, teve equipe e elenco integralmente negros, estreou no Cine Odeon, na abertura do Encontro de Cinema Negro Zózimo Bulbul, e rendeu à Noemia Oliveira o prêmio de Melhor Atriz Coadjuvante no Festival de Brasília do Cinema Brasileiro.